# John Nerén
John Nerén, född 2 september 1871 i Stora Mellösa församling, Örebro län, död 4 april 1956 i Kungsholms församling, Stockholm, var en svensk sjökapten, motorjournalist och författare.

## Biografi
John Nerén tog studentexamen 1891 och gick därefter till sjöss. Han tog 1895 befälhavarexamen och anställdes 1896 vid Zuid Afrikaanse Tabaks Maatschappij (Sydafrikanska tobaksbolaget) i Johannesburg. Från 1902 drev han egen affärsrörelse och var svensk handelsstipendiat.
År 1906 återkom han till Sverige, blev 1907 chef för Wiklunds bilavdelning och grundade 1910 en egen bilaffär med namnet John Nerén & Co. Han blev 1912 chef för Högmans bilavdelning. Han var 1914–1923 redaktör för tidskriften Motor, 1923–1926 fackredaktör för Svenska Motortidningen och var från 1925 huvudredaktör för Motor-nytt (supplement till Motor-encyklopedi, 1927). Hans omfattande arkiv av bilder och handlingar för artiklar och publikationer är bevarad hos Tekniska museet. Av magistraten i Stockholm och Stockholms handelskammare förordnades han till besiktningsman för bilar.
Nerén gjorde många resor i Europa 1907-1938 och i Amerika 1919 och 1937 för att studera trafikfrågor och motorindustri. Han deltog också i motortävlingar och vann bland annat Nattpokalen 1908 och Vinterpokalen 1912. Han hade flera patent för uppfinningar. Han tilldelades KAK:s förtjänstmedalj i guld.
Nerén gifte sig 1896 med Valborg Edberg. De fick tolv barn (födda 1897–1916), varav fem nådde vuxen ålder.